# Чорода
Чорода — село в Тляратинском районе Дагестана. Административный центр сельского поселения сельсовет Чородинский.

## География
Расположено в 18 км к юго-востоку от районного центра — села Тлярата, на реке Аварское Койсу.

## Население
| 1869 | 1888 | 1895 | 1926 | 1939 | 1970 | 1989 |
| ---- | ---- | ---- | ---- | ---- | ---- | ---- |
| 112  | ↗140 | ↗151 | ↗152 | ↘115 | ↗172 | ↗174 |
| 2002 | 2010 | 2021 |      |      |      |      |
| ↗622 | ↘478 | ↗562 |      |      |      |      |